# Coeficiente de resistência aerodinâmica

Coeficiente de arrasto em um fluido com Numero de Reynolds de aproximadamente 10^{4}

Em dinâmica dos fluidos, o coeficiente de resistência aerodinâmica (comumente notado como {\displaystyle {\mathbf {c}}_{\mathrm {d} }\,,} {\displaystyle {\mathbf {c}}_{\mathrm {x} }\,} ou {\displaystyle {\mathbf {c}}_{\mathrm {w} }}), também chamado coeficiente de arrasto e ou coeficiente aerodinâmico, é um número adimensional que é usado para quantificar o arrasto ou resistência de um objeto em um meio fluido tal como o ar ou a água, utilizado para quantificar a força exercida por um fluido sobre determinada superfície. É usado na equação do arrasto, onde um coeficiente de arrasto mais baixo indica que o objeto terá menos arrasto aerodinâmico ou hidrodinâmico. O coeficiente de arrasto é sempre associado com uma área de superfície particular.
O coeficiente de arrasto de qualquer objeto compreende os efeitos de dois contribuidores básicos do arrasto fluidodinâmico: fricção de superfície e arrasto de forma. O coeficiente de arrasto de um aerofólio ou hidrofólio sustentante também inclui os efeitos de arrasto induzido. O coeficiente de arrasto de uma estrutura completa, tal como uma aeronave, também inclui os efeitos de arrasto de interferência.

## Definição
O coeficiente de arrasto {\displaystyle c_{\mathrm {d} }\,} é definido como:
{\displaystyle c_{\mathrm {d} }={\dfrac {2F_{\mathrm {d} }}{\rho v^{2}A}}\,,}
onde:
{\displaystyle F_{\mathrm {d} }\,} é a força de arrasto, a qual é por definição o componente de força na direção da velocidade de fluxo,
{\displaystyle \rho \,} é a densidade de massa de um fluido,
{\displaystyle v} é a velocidade do objeto relativo ao fluido, e
{\displaystyle A\,} é a área de referência.
A área de referência depende de qual tipo de coeficiente de arrasto está sendo medido. Para automóveis e muitos outros objetos, a área de referência é a área de projeção frontal do veículo. Esta pode não necessariamente ser a área da seção transversal do veículo, dependendo sobre onde a seção transversal é tomada. Por exemplo, para uma esfera {\displaystyle A=\pi r^{2}\,} (note-se que esta não é a área de superfície = {\displaystyle \!\ 4\pi r^{2}}).
Para aerofólios, a área de referência é a área da superfície alar. Dado que esta tende a ser uma área maior comparada à área da projeção frontal, os coeficientes de arrasto resultantes tendem a ser baixos, muito menores que para um carro com o mesmo arrasto, área frontal e mesma velocidade.
Dirigíveis e alguns corpos de revolução usam o coeficiente de arrasto columétrico, no qual a área de referência é o quadrado da raiz cúbica do volume do dirigível. Corpos submersos em fluxo alinhado usa a superfície molhada.
Dois objetos tendo a mesma área de referência movendo-se na mesma velocidade através de um fluido experimentarão um,a força de arrasto proporcional a seus respectivos coeficientes de arrasto. Coeficientes para objetos em fluxos não alinhados podem ser 1 ou mais, para objetos fluxo alinhado muito menos.

## Origem
A equação do arrasto:
{\displaystyle {\vec {F}}_{\mathrm {d} }={\frac {\rho v^{2}c_{\mathrm {d} }A}{2}}{\hat {v}}}

Fluxo em torno de uma placa, mostrando estagnação.

Uma placa circular plana tem um {\displaystyle {\mathbf {c}}_{\mathrm {x} }\,} igual a 1, ainda que a turbulência que se forma em volta dela aumente esse valor para 1,2, mesmo valor para o Usain Bolt.
Uma gota de água, considerada com uma aerodinâmica baixíssima, quase perfeita, tem um {\displaystyle {\mathbf {c}}_{\mathrm {x} }\,} de 0,05.

## Exemplos de coeficientes de arrasto

### Comuns
Em geral, {\displaystyle c_{\mathrm {d} }\,}, não é uma constante absoluta para uma determinada forma do corpo. Ela varia com a velocidade do fluxo de ar (ou normalmente com o coeficiente de Reynolds). Uma esfera lisa, por exemplo, tem um cd, que varia de valores altos para fluxo laminar a 0,47 para fluxo turbulento. Embora o coeficiente de arrasto diminua com o aumento de Re, a força de arrasto aumenta.
| 0.001     | Placa plana paralela ao fluxo laminar ({\displaystyle \!\ Re=10^{6}})    |
| 0.005     | Placa plana paralela ao fluxo turbulento ({\displaystyle \!\ Re=10^{6}}) |
| 0.1       | Esfera lisa ({\displaystyle \!\ Re=10^{6}})                              |
| 0.48      | Esfera lisa (Re = {\displaystyle \!\ 10^{5}})                            |
| 0.7       | Um ciclista em uma bicicleta                                             |
| 0.24      | Mercedes-Benz E-Class Coupé                                              |
| 0.295     | Projétil (sem ser Ogiva, em velocidade subsônica)                        |
| 1.0–1.3   | Pessoa em pé                                                             |
| 1.28      | Placa plana perpendicular ao fluxo (3D)                                  |
| 1.98–2.05 | Placa plana perpendicular ao fluxo (2D)                                  |
| 1.0–1.1   | Esqui                                                                    |
| 1.0–1.3   | Cabos e Fios                                                             |
| 1.1-1.3   | ski jumper                                                               |
| 1.3–1.5   | Empire State Building                                                    |
| 1.8–2.0   | Torre Eiffel                                                             |
| 2.1       | Tijolo                                                                   |
| [ 9 ]     |                                                                          |

### Aeronaves
Como mencionado acima, as aeronaves usam a área das asas como a área de referência ao calcular o {\displaystyle c_{\mathrm {d} }\,}, enquanto os automóveis (e muitos outros objetos) usam área transversal frontal; Assim, os coeficientes não são diretamente comparáveis entre essas classes de veículos.
| cd    | Modelo de avião              |
| ----- | ---------------------------- |
| 0.021 | F-4 Phantom II (subsonico)   |
| 0.022 | Learjet 24                   |
| 0.024 | Boeing 787                   |
| 0.027 | Cessna 172/182               |
| 0.027 | Cessna 310                   |
| 0.031 | Boeing 747                   |
| 0.044 | F-4 Phantom II (supersonico) |
| 0.048 | F-104 Starfighter            |
| 0.095 | X-15                         |